# Craugastor evanesco
Craugastor evanesco es una especie de anuros en la familia Craugastoridae.

## Distribución geográfica y hábitat
Es endémica de Panamá.